# Magic Mike XXL
Magic Mike XXL è un film del 2015 diretto da Gregory Jacobs.
Pellicola di produzione statunitense, sequel di Magic Mike del 2012.

## Trama
Sono passati tre anni da quando Magic Mike ha deciso di abbandonare la sua carriera da spogliarellista, ma il lavoro di falegname in cui si era gettato a capofitto stenta a decollare, anche la sua fidanzata lo ha abbandonato, finché un giorno, sentendo da Spotify il vecchio brano su cui esibiva la sua Pony, si riaccende vuoi per passione vuoi per istinto la sua indole di ballerino spogliarellista.
L'indomani, viene contattato dai vecchi re di Tampa che, oramai abbandonati da Dallas, loro vecchio MC, hanno bisogno di lui per recarsi alla Convention per il loro ultimo addio alla carriera e vogliono farlo dando vita ad un ultimo e memorabile spettacolo. Con i suoi compagni di palcoscenico intraprende un viaggio da Tampa a Myrtle Beach, dove si terrà lo show, facendo nuove conoscenze e riallacciando vecchi rapporti ormai perduti.
Ognuno di loro trova la sua strada futura da cui trarrà l'ispirazione per preparare il proprio ultimo numero. Ne uscirà un successo, una fine gloriosa per ognuno di loro, piena di orgoglio e soddisfazione per aver lasciato all'apice.

## Produzione

### Cast
Il 17 settembre 2014, durante un'intervista per IndieWire, il regista Gregory Jacobs rivela che Matthew McConaughey, Alex Pettyfer e Cody Horn non sarebbero apparsi nel suo nuovo film, dopo aver partecipato al precedente.
Il 18 settembre 2014, Jada Pinkett Smith è stata confermata per interpretare un ruolo originariamente pensato per un attore maschio. Il 29 settembre seguente è stato annunciato il cast ufficiale del film, composto da Channing Tatum nel ruolo di protagonista, Matt Bomer, Joe Manganiello, Kevin Nash, Adam Rodríguez e Gabriel Iglesias, affiancati dai nuovi membri Elizabeth Banks, Donald Glover, Amber Heard, Andie MacDowell e Michael Strahan.

### Riprese
Il 31 agosto 2014, le riprese sono iniziate a Myrtle Beach, nella Carolina del Sud, dal 23 al 25 ottobre a Savannah, in Georgia, e si sono concluse ufficialmente il 5 novembre 2014 con una sequenza finale girata sul lungomare, nuovamente a Myrtle Beach.

## Colonna sonora
La colonna sonora del film è composta da canzoni come Pony di Ginuwine, già inclusa nel primo film, Untitled (How Does It Feel), I Want It That Way dei Backstreet Boys e Heaven di Bryan Adams. Oltre a recitare nel film, Donald Glover esegue anche la cover del brano Marry You, di Bruno Mars.

## Promozione
Il primo trailer è stato diffuso il 4 febbraio 2015, seguito dal trailer italiano.

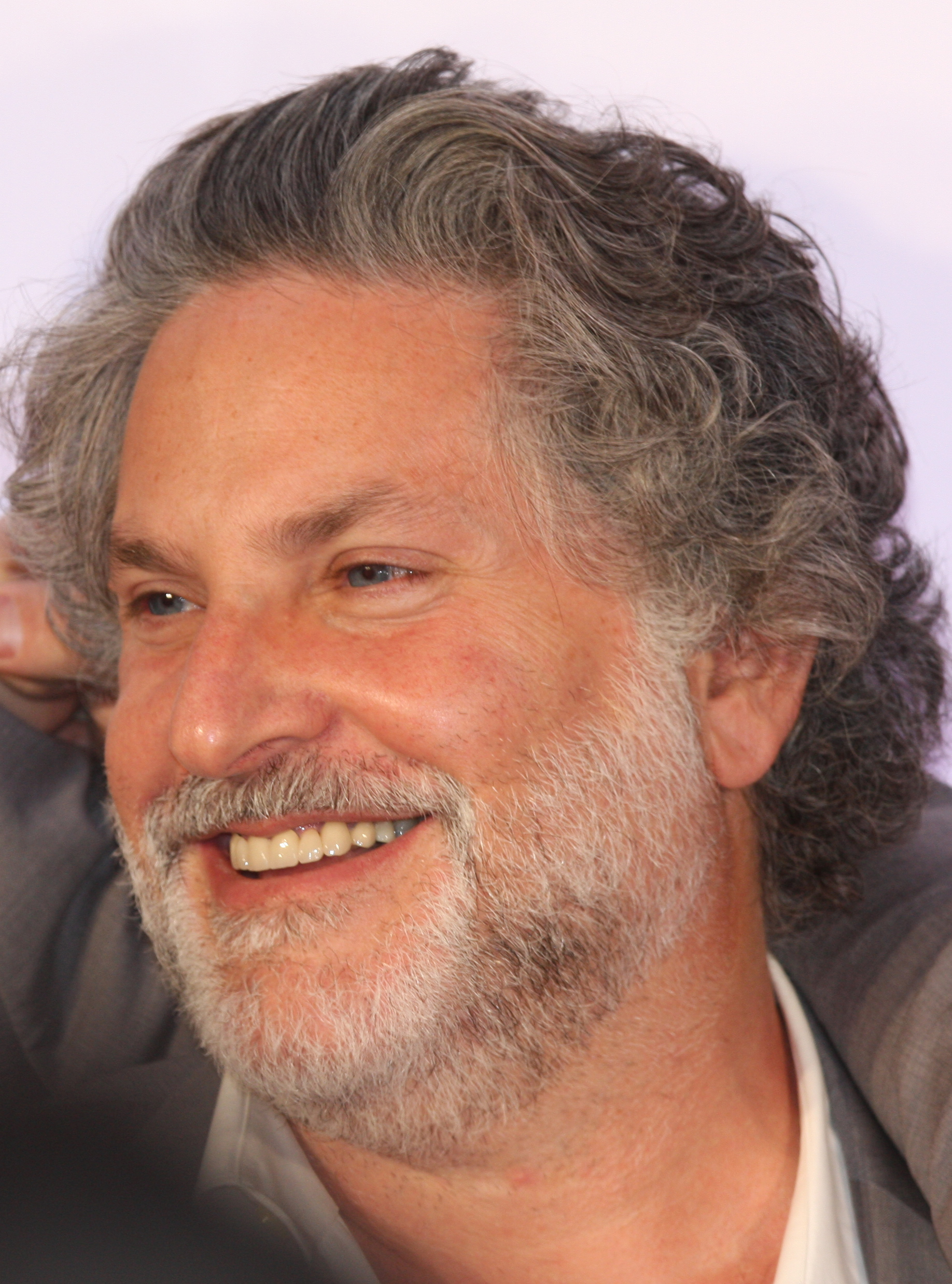
Il regista Gregory Jacobs alla premiere del film a LA

## Distribuzione
Il film è stato distribuito nelle sale cinematografiche statunitensi il 1º luglio 2015, mentre in Italia è stato distribuito il 24 settembre 2015.

## Accoglienza

### Incassi
Il film ha incassato un buon totale di 122 milioni di dollari in tutto il mondo.

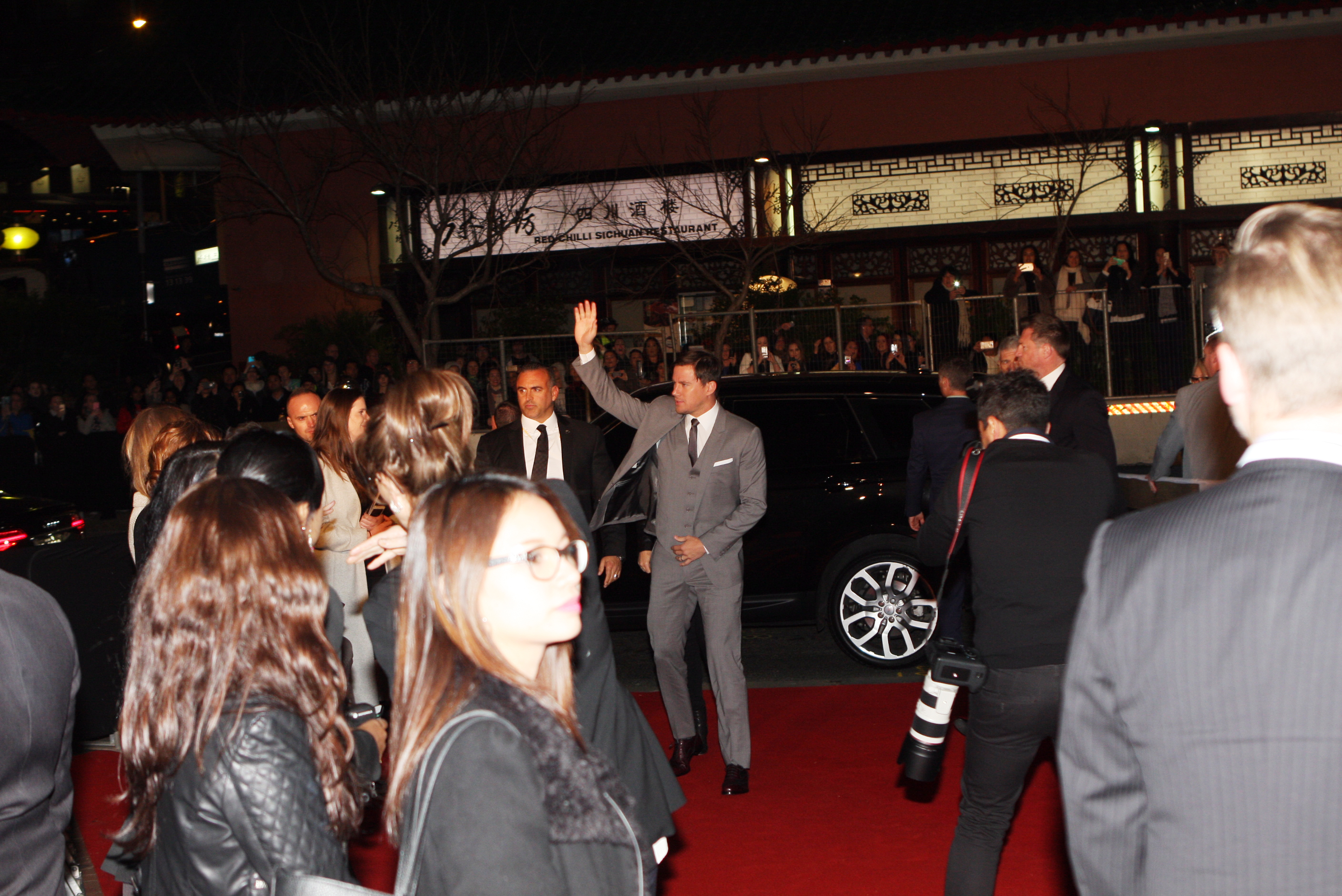
Il protagonista Channing Tatum arriva alla premiere del film a Los Angeles

### Critica
Il film ha ricevuto recensioni miste da parte della critica cinematografica.
Sul sito web Rotten Tomatoes, per esempio, il film riceve il 65% delle recensioni professionali positive, con un voto medio di 7/10, basato su 241 recensioni. Anche su Metacritic il film ottiene un punteggio medio di 60 su 100, basato su 41 critiche, indicando "recensioni contrastanti o nella media".

## Riconoscimenti
- 2015 - Teen Choice Awards[11]
  - Miglior attore dell'estate a Channing Tatum

## Sequel
Il sequel del film è stato annunciato da Channing Tatum il 29 novembre 2021.
Così il 10 febbraio 2023 è finalmente uscito il terzo capitolo della saga, intitolato Magic Mike - The Last Dance (Magic Mike's Last Dance), diretto da Steven Soderbergh, già regista del primo film.